# Scopula celebraria
Scopula celebraria là một loài bướm đêm trong họ Geometridae.